# Raionul Vînohradiv, Transcarpatia
Vînohradiv (în ucraineană Виноградівський район, transliterat: Vînohradivskîi raion) este un raion în regiunea Transcarpatia, Ucraina. Reședința sa este orașul Seleușu Mare.

## Demografie
Componența lingvistică a raionului Vînohradiv
     Ucraineană (71,98%)
     Maghiară (26,3%)
     Rusă (1,28%)
     Alte limbi (0,37%)
Conform recensământului din 2001, majoritatea populației raionului Vînohradiv era vorbitoare de ucraineană (71,98%), existând în minoritate și vorbitori de maghiară (26,3%) și rusă (1,28%).